# Фиљовска линија
Фиљовска линија (рус. Филёвская) московског метроа је отворена 15. маја 1935. Дуга 14,9 км, има 13 станица и линијом саобраћа 6 композиција метроа. Дужина вожње износи 21 минута.
Најпрометније станице на Фиљовскајој линији су Арбатскаја и Кијевскаја. Посљедња станица је била дограђена 2. јануара 2008.